# Betobeto-san
Betobeto-san é um youkai japonês da província de Nara que segue as pessoas em estradas durante a noite ou durante a chuva. Costuma ser percebido através do som de seus passos que acompanham os dos viajantes, como se os seguisse, pois não pode ser visto quando estes olham para trás. Para repeli-lo é preciso repetir algumas vezes o encantamento "Betobeto-san, betobeto-san siga em frente" e ele seguirá.